# منتخب سريلانكا لكرة القاعدة
منتخب سريلانكا لكرة القاعدة هو ممثل سريلانكا الرسمي في المنافسات الدولية في كرة القاعدة
.